# Ummidia audouini
Ummidia audouini är en spindelart som först beskrevs av Lucas 1835.  Ummidia audouini ingår i släktet Ummidia och familjen Ctenizidae. Inga underarter finns listade i Catalogue of Life.